# Schillerstein (Vierwaldstättersee)

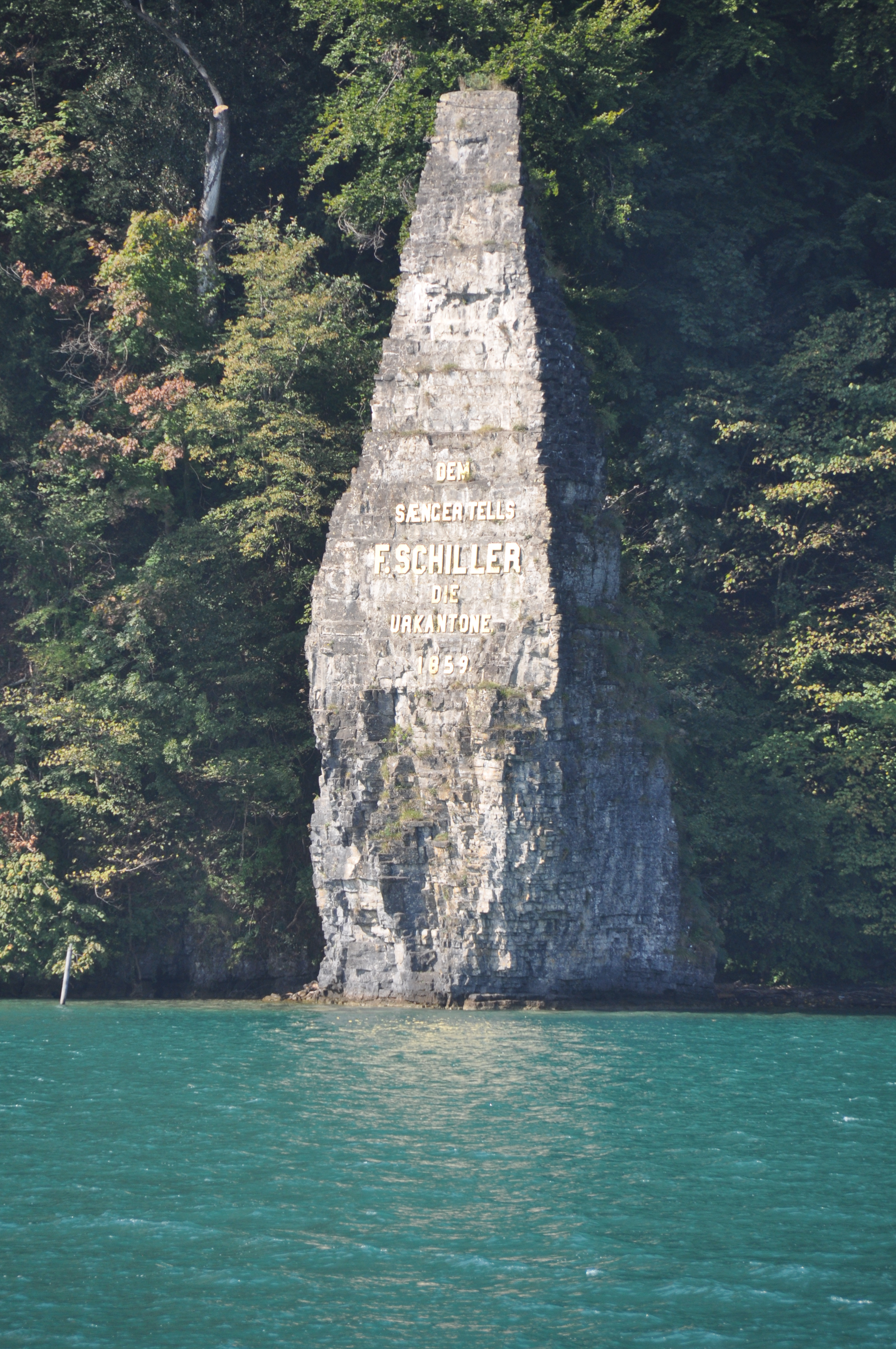
Der Schillerstein vom See aus gesehen

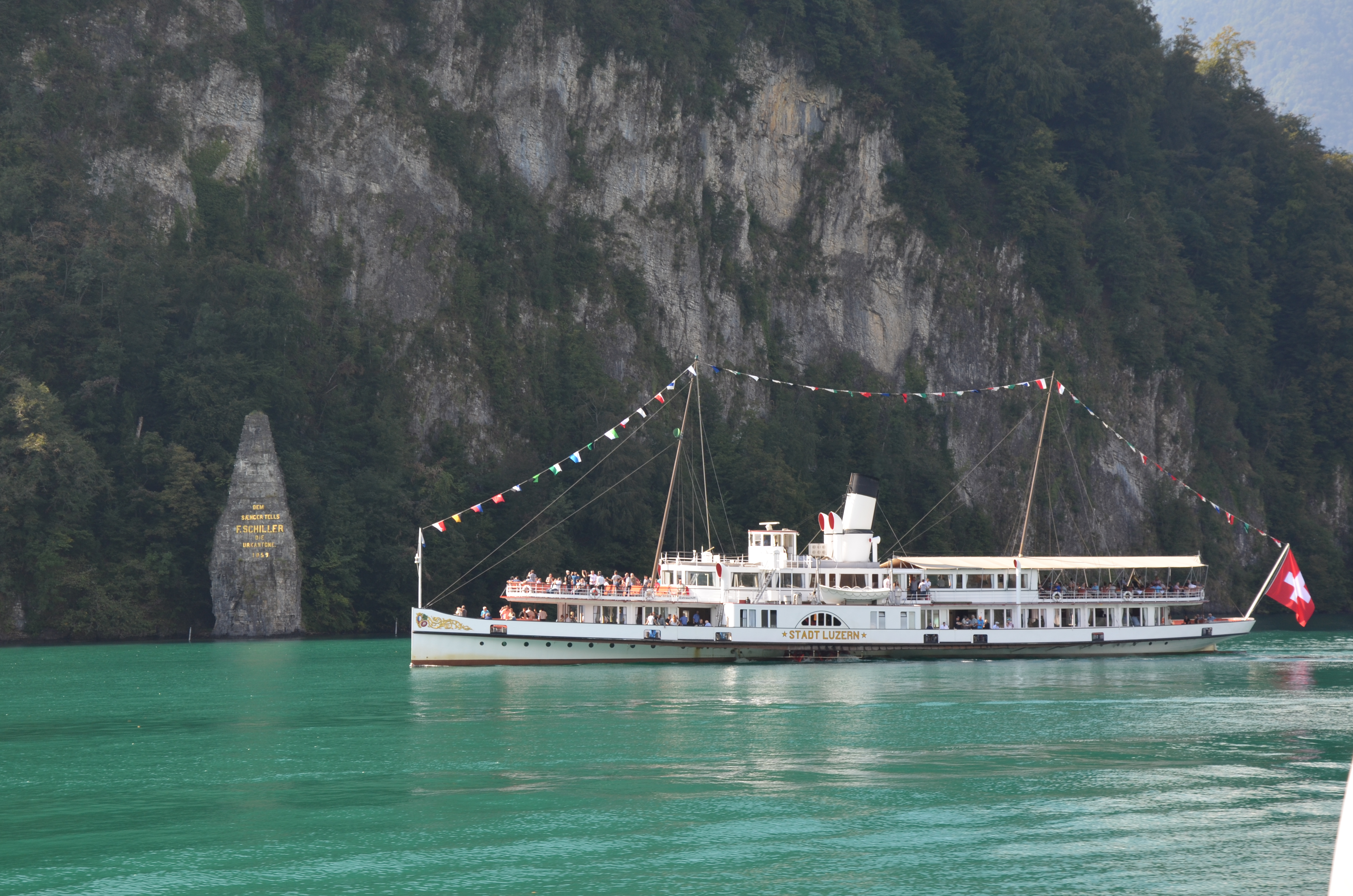
DS Stadt Luzern vor dem Schillerstein

Der Schillerstein, auch unter dem Namen Mythenstein bekannt, ist ein etwa 20 Meter hoher, markanter Felsblock, der am Eingang zum Urnersee, dem südlichsten Becken des Vierwaldstättersees, aus dem Wasser ragt. Er liegt gegenüber von Brunnen zwischen der Treib und dem Rütli und ist nur vom Wasser her zugänglich.

## Geschichte

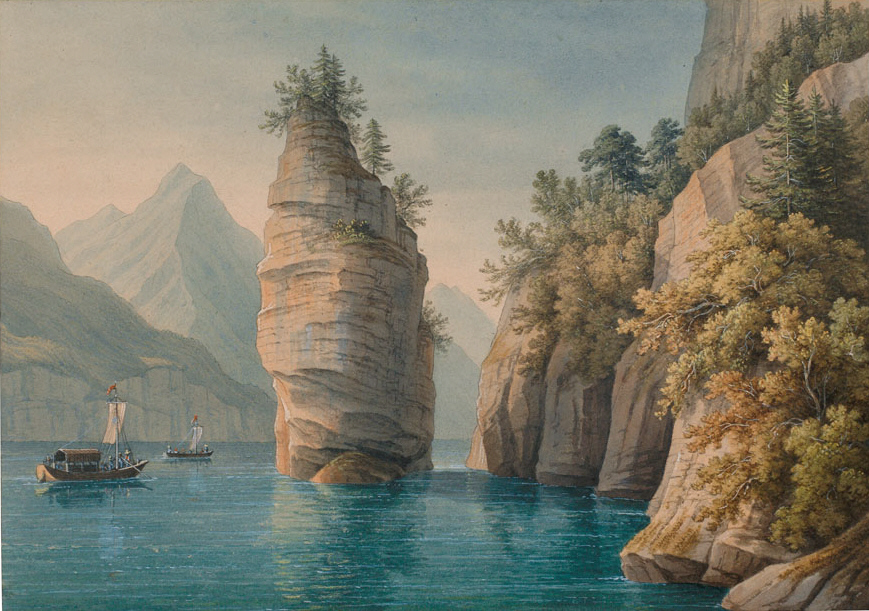
Anton Winterlin: Der Mythenstein vor 1840

Bereits das Weisse Buch von Sarnen von 1470/1472 erwähnte einen Fels mit dem Namen "Mythenstein" als Wegweiser zum nahen Rütli. Der Name kann auf die beiden ähnlich aussehenden Mythen am gegenüberliegenden Seeufer oder aber auf den Flurnamen einer nahen Waldlichtung, "in der miton", zurückgeführt werden. Der natürliche Felssporn hatte ursprünglich eine Höhe von rund 40 Metern. 1838 wurde er um ein Drittel gekürzt, als herabfallende Steine die vorbeifahrenden Dampfschiffe gefährdeten.
1859 beschlossen die Urkantone aus Anlass des 100. Geburtstags von Friedrich Schiller, dem Autor des Dramas «Wilhelm Tell», den obeliskförmigen Stein in ein Schillerdenkmal umzuwandeln. Er wurde in Form eines Obelisken behauen und mit einer goldenen Inschrift versehen. Das Denkmal wurde vollständig aus dem vorhandenen Felsmaterial geschaffen, wodurch es nach wie vor auch als Naturdenkmal betrachtet werden kann. Am 21. Oktober 1860 erfolgte die Einweihung des Denkmals. Der Stein gehört heute zu den bekanntesten Touristenzielen der Zentralschweiz.

## Inschrift
DEM

SAENGER TELLS

F. SCHILLER

DIE 

URKANTONE

1859